# Matt Howden
Matt Howden – wirtuoz skrzypiec, lider formacji Sieben. Najbardziej znany jednak z grania w formacji Tony'ego Wakeforda - Sol Invictus. Razem z Wakefordem współtworzy też inny zespół, HaWthorn.

## Dyskografia solowa
- Intimate and Obstinate (LP, 1999)
- Three Nine (LP, 2000, razem z Tonym Wakefordem)
- Wormwood (LP, 2003, razem z Tonym Wakefordem)